# Ignasi Giménez Renom
Ignasi Giménez Renom   (Castellar del Vallès, 29 d'octubre de 1979) és un polític català. Ha sigut alcalde de Castellar del Vallès entre 2007 i 2024 i president del Consell Comarcal del Vallès Occidental entre 2015 i 2024.

## Trajectòria
És llicenciat en filosofia per la UAB i ha treballat com a periodista a Ràdio Barcelona. A finals de l'any 2000 s'afilia al Partit dels Socialistes de Catalunya i a les eleccions municipals de 2003 es converteix en regidor de l'Ajuntament de Castellar del Vallès per aquest partit polític. A finals d'octubre del 2004 és escollit primer secretari de l'Agrupació local i el 2005, candidat a l'alcaldia per a les eleccions municipals de 2007 i cap de la llista del PSC en què de número 3 es presentava l'exdiputat al Parlament de Catalunya, Pepe Gonzàlez.
El 27 de maig de 2007, el PSC-PM es converteix en la força més votada, amb un 41,25 % dels vots i 10 regidors. El 16 de juny de 2007, Ignasi Giménez es converteix en el sisè alcalde de Castellar del Vallès des de la reinstauració de la democràcia liderant un govern en solitari del partit socialista. Durant la legislatura, el seu govern posa en marxa L'Actual de Castellar del Vallès, finalitza les polèmiques obres de la plaça Major, aconsegueix el pronunciament positiu de la Generalitat de Catalunya respecte a l'arribada dels Ferrocarrils de la Generalitat de Catalunya a la vila i  l'agermanament amb la ciutat de Carcassona, entre d'altres iniciatives.
El 12 de febrer de 2011, Giménez fou escollit per encapçalar la candidatura socialista a l'alcaldia de Castellar del Vallès a les eleccions municipals de 2011, les quals guanyà per majoria absoluta amb el suport del 50,14 % dels vots i 13 regidors, esdevenint l'alcalde amb més suport des de la reinstauració de la democràcia a Castellar del Vallès. El 15 de juliol de 2011, fou elegit diputat de la Diputació de Barcelona.
A les eleccions municipals de 2015 fou reelegit de nou alcalde i poc després fou nomenat president del Consell Comarcal del Vallès Occidental. Revalidà el càrrec a les eleccions municipals de 2019 i de 2023, fins a la seva renúncia a ambdós càrrecs el desembre de 2024. A l'alcaldia fou rellevat per Yolanda Rivera i al Consell comarcal per Xavier Garcés Trillo, alcalde de Barberà.
A finals de 2024 va assumir una direcció de serveis al Departament d'Educació de la Generalitat.